# Alpestre
Alpestre is een gemeente in de Braziliaanse deelstaat Rio Grande do Sul. De gemeente telt 8.880 inwoners (schatting 2009).